# Норвезька література
Норвезька література — література, створена норвезькою мовою, або написана норвезькими авторами (на букмолі чи новонорвезькою мовою).
Історія норвезької літератури бере свій відлік з часів язичницької еддичної та скальдичної поезії (IX—X століття). Найдавніші скандинавські літературні пам'ятки «Молодша Едда» та «Старша Едда» однаково мають відношення до історії норвезької, ісландської і данської літератур .

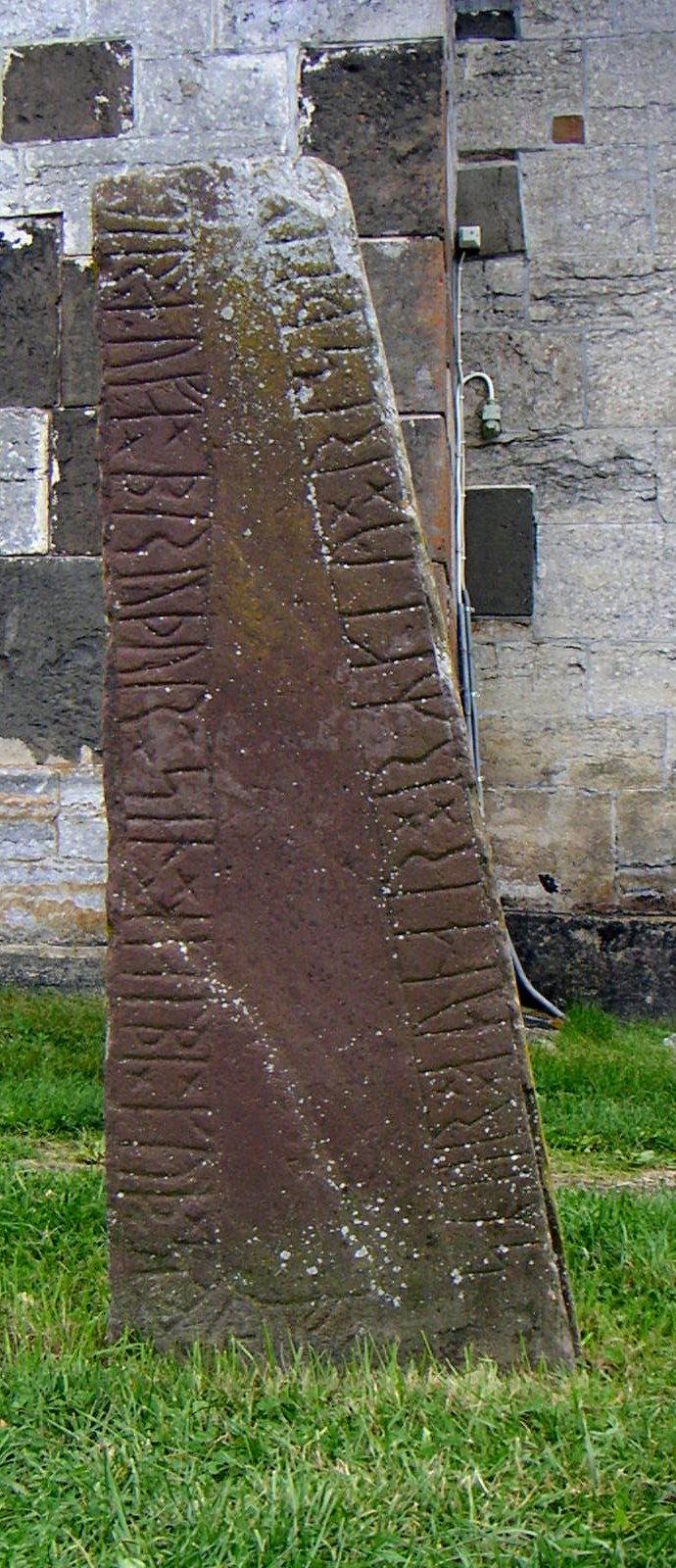
Рунічний камінь Гранаволлен

Найважливішими пам'ятками дохристиянської норвезької літератури та писемності вважаються рунічні написи на камінні. Рунічні камені використовувалися в язичницьких богослужіннях. Відомо більше 1500 таких пам'яток в Норвегії, систематизованих і описаних норвезьким рунологом А. Лістелем . На багатьох з них написи наносилися за годинниковою стрілкою, як, наприклад, на камені, виявленому в 1870 році в Вестфоллі. Але й після запровадження Християнства традиція встановлення рунічних каменів тривала. Гранаволленський рунічний камінь, наприклад, був встановлений на згадку про невідомого сьогодні брата Ауфе. Напис закінчується словами молитви про його душу, поняття, що з'явилося після прийняття християнства. З приходом Християнства біля 1000 року Норвегія налагоджує контакт з іншими європейськими культурами.
У період з XIV до XIX століття в літературі Норвегії намітився так званий темний період. Народжені в Норвегії письменники (наприклад, Людвіга Гольберга) внесли свій внесок у літературу Данії та інших суміжних країн. З проявом націоналізму та боротьби за незалежність на початку XIX століття в норвезькій літературі позначився новий період. Драматург Генрік Верґеланн був найбільш значущою фігурою цього етапу, а твори Генріка Ібсена дозволили літературі Норвегії зайняти гідне місце в Західноєвропейської літературі. В XX століття серед найвидатніших представників літератури Норвегії три нобелівських лауреати Кнут Гамсун, Б'єрнстьєрне Б'єрнсон та Сігрід Унсет.

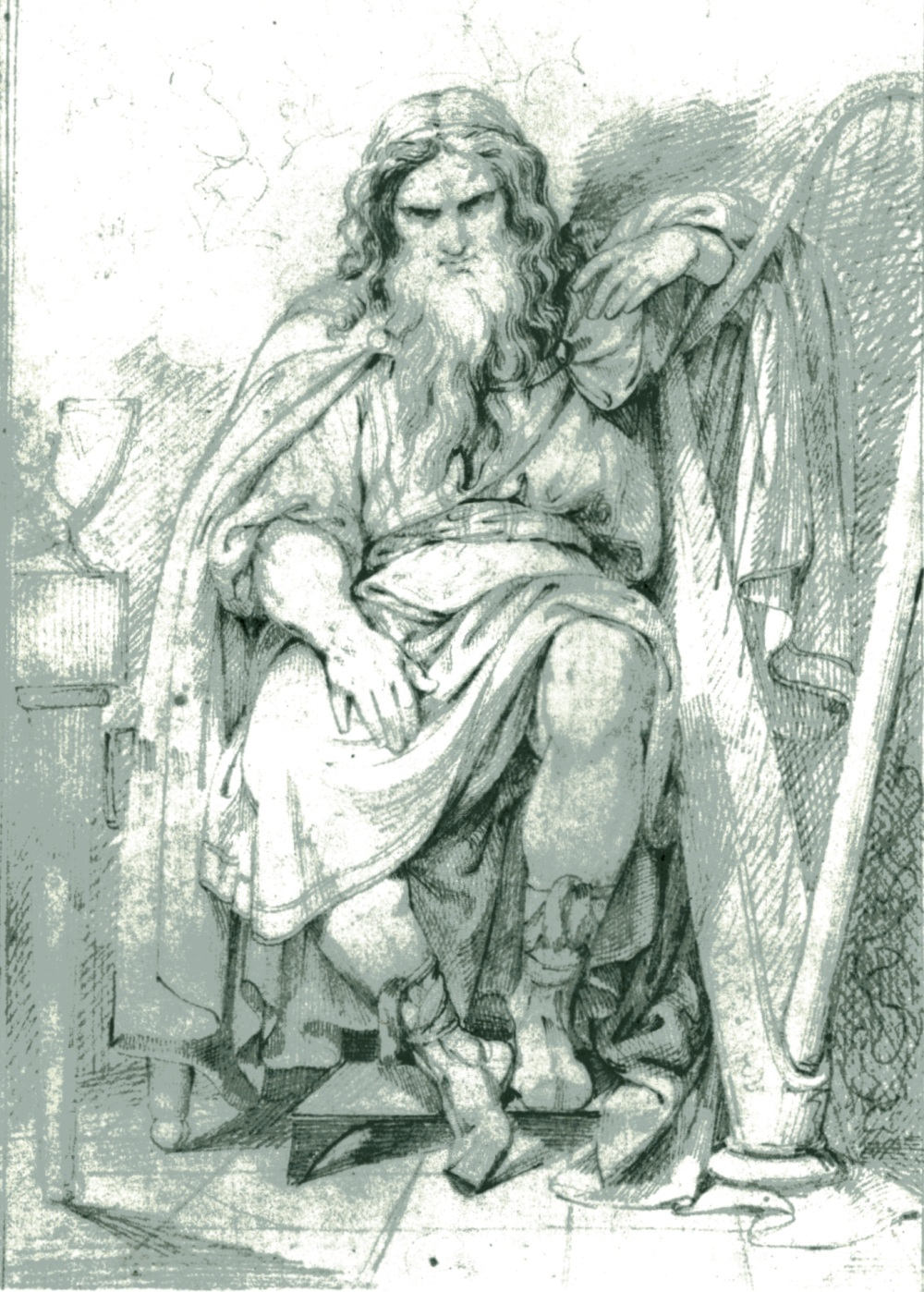
Браґі, мал. К. Ваглбома (1810—1858)

## Найдавніша література
Від найдавнішої Норвезької літератури залишилося мало пам'яток, проте судити про спадщину можна, наприклад, за давньоісландських літературних пам'яток, створеним переселенцями з Норвегії та принесеним в Ісландію. Коріння їх йдуть у пісні міфологічного і героїчного змісту, а також у саги. У цей період давньоісландська і норвезька літератури розвивалися в тісній взаємодії. Так, найвідоміші ісландські скальди й історіографи тривалий час жили в Норвегії (Сноррі Стурлусон). Серед зачинателів скальдичної поезії були такі норвежці, як Браґі Боддасон (IX століття), та ін. До наших днів дійшли віси Боддасона — найдавніші скальдичні вірші — що є хвалебними піснями на честь норвезьких конунгів. Бодассон був відомий своїм розумом і мудрістю. Вважається, що Ас на ім'я Брагі з ісландської міфології, і є міфологізованим скальдом Бодассоном.
Традиція складання скальдичних творів тривала у норвежців і в пізніший час. Серед найвідоміших творів: «Пісня про Гаральд», написана придворним поетом короля Гаральда I Торбйорном Горнклове (Torbjørn Hornkløve), а також «Пісня про Гокона» (відома, як «Слова Гокона») Ейвінд Фінсона. Фінсон носив прізвиськопогубітель скальдів і вважався останнім норвезьким скальдом. Він жив при дворі короля Гокона Доброго, і найвідоміший його твір присвячений «зустрічі Гокона з богами в Вальгаллі ».
Серед суто норвезьких творів до нащадків дійшла створена в XIII століття поема «Сонне бачення», яка описувала потойбічний світ, а також «Королівське зерцало», своєрідний дидактичний діалог. Ці твори вже базуються на християнській вірі, що поширювалася на території Норвегії. Виникають нові літературні твори: уложення законів, а також релігійна та історична література норвезькою мовою. Проте цей період розвитку норвезької літератури незабаром змінився повним занепадом, оскільки після Кальмарскої унії (1397—1523) Норвегія фактично стала данською колонією, а літературною мовою стає данська мова.

## Норвезька література в епоху Середньовіччя

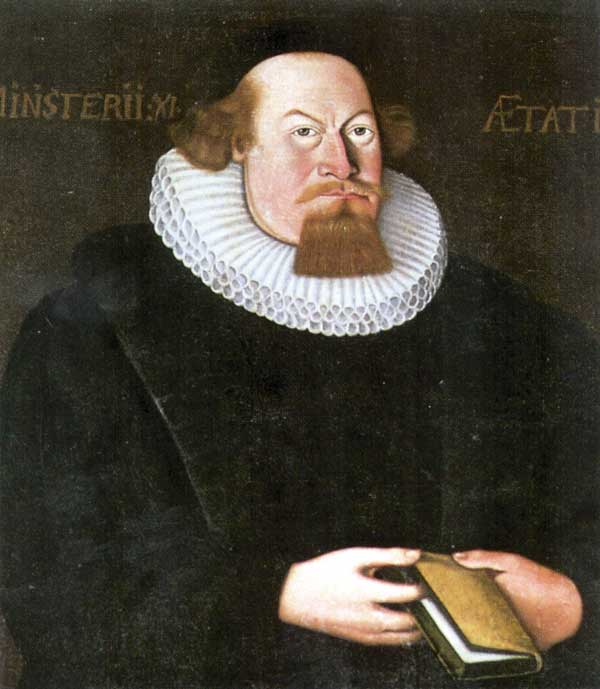
Петтер Дассо (1647—1707)

Серед літературних пам'яток раннього Середньовіччя в Норвегії окреме місце посідають записи законів. Початком XIV століття датується «Промова проти духовенства Норвегії» (норв. «Onatoi contra clerum Norvegiae »). У XIV — XVI століття певні зрушення намітилися у розвитку норвезького фольклору: з'явився і завоював величезну народну популярність новий жанр — балада (folkevise) . З усіх скандинавських країн у Норвегії найпізніше почалося збирання балад, зокрема, перше видання балад датується серединою XIX століття (збірка М. Б. Ланста, 1853), а також пізніші збірки К. Лістеля і М. My, У. Бьо і С. Сульхейма) . Особливо великого поширення набули так звані героїчні балади (норв. kjempeviser), тобто поетичні розповіді про героїв старовинних еддичних пісень («Роланд і король Магнус»). Деякі твори цього часу відрізняються однією особливістю: розв'язкою в дусі християнської ідеології. Наприклад, балада «Улав і Карі» розповідає історію чоловіка, що б'є свою дружину до напівсмерті, з тієї лише причини, що його мати обмовила її, назвавши чаклункою. Загибла дружина потрапляє на Небо і просить Діву Марію пробачити чоловіка. Пізніше подібна християнсько- католицька мораль в літературі буде витіснена лютерансько-християнської . Крім героїчних балад, широке розповсюдження здобули балади про історичні події та балади-казки про надприродних істот («Маргіт Хьюске»). Окремої згадки варті лицарські балади, найзнаменитіша з яких — «Бендик і Оролілья» . Зміст балади частково переказує датське сказання про «Хагбарда і Сігне», але є в ній і натяки на «Баладу про Тристрама і Ісот», відомішу згодом як «Трістан та Ізольда».
Новий етап розвитку норвезької літератури почався в 1567 році, коли з'явилася патріотична історико-географічна книга Абсалона Педерсена Беєра (1529—1574) «Про норвезьку державу» (норв. Om Norgis rige) , яка буде видана в 1781. Педерсен також написав історію Бергена — «Книга Бергенського капітулу», в якій описав місто і події часів 1552—1572 років. Берген стає культурним центром Норвегії, саме в ньому оживає літературне життя. Перші друкарні виникають в Норвегії лише в XVII століття.

## Норвезька література Нового часу

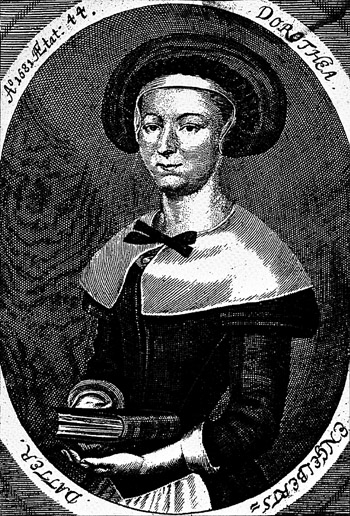
Доротея Енгельбретсдаттер, 1681

Однією з найбільш значущих постатей норвезької літератури Нового часу був поет Петтер Дасс (1647—1707). Його поема «Сурма Нурланна» (норв. Nordlands Trompet, 1678) барвисто, а іноді і з гумором, описує норвезьку природу й життя селян, їхній побут і обряди. Дасс був капеланом, а також домашнім наставником і парафіяльним пастором, всі ці заняття дозволили поетові детально вивчити життя народу. Деякі частини його поеми, а також інші вірші згодом стали народними норвезькими піснями.
Окреме місце в літературі цього періоду займає Доротея Енгельбретсдаттер, перша відома з історії норвезька письменниця і поетеса. Її поезія була переважно релігійного змісту . Доротея рано овдовіла і залишилась з дев'ятьма дітьми, семеро з яких померли, а двоє пропали безвісти. Її поетичні твори, зокрема поема Afften Psalme пронизані болем і горем, які вона зазнала. У найважчий період її життя виходить поема «Жертовні сльози» або «Пісенні жертвопринесення душі» (Tåreoffer), опублікована в 1685 році. Це була велика поема релігійного змісту в чотирьох частинах. Вона перевидавалася більше 25 разів. Унікальність Доротеї в норвезькій літературі полягає ще й у тому, що вона була першою з жінок-літератором Норвегії, яка жила за рахунок власної літературної діяльності, іншими словами, Енгельбретсдаттер була першою професійною письменницею.

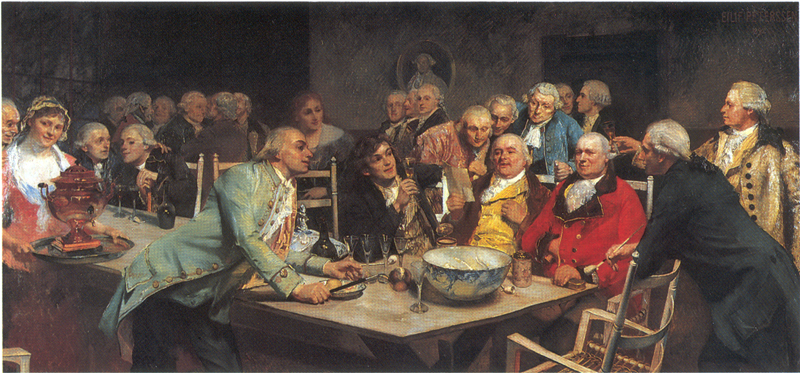
Вечір в «Норвезькому товаристві»

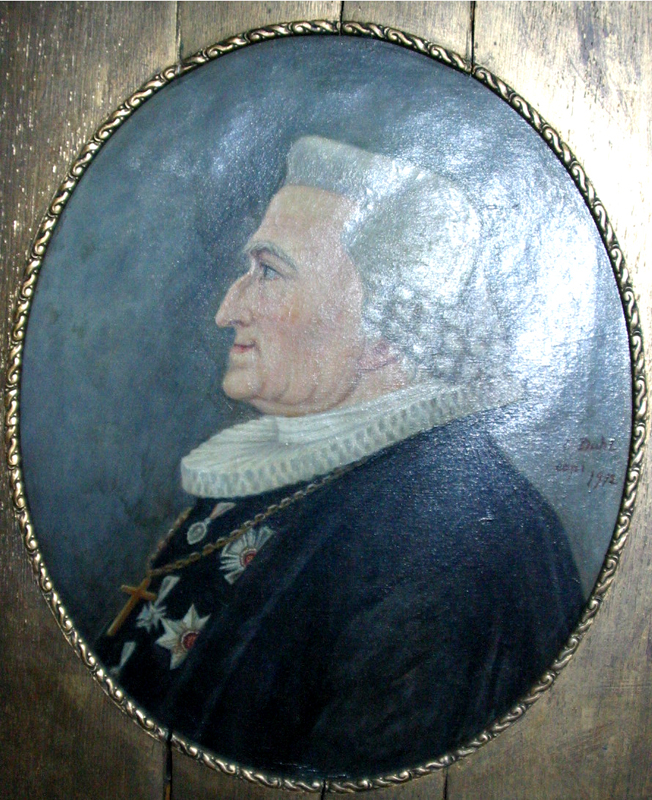
Ю. Н. Брун

Разом з пожвавленням в економіці, значний підйом очікував і норвезьку літературу XVIII століття. У народі посилювалися національно-патріотичні настрої. В 1772 році в Копенгагені було засноване «Норвезьке товариство» (норв. Det Norske Selskab), завданням якого було відродження національної норвезької літератури. Засновником Норвезького товариства був норвезький письменник і поет Уве Меєр (Ove Gjerløw Meyer) (1742—1790). Меєра хвилювали багато аспектів літературного життя країни, але найбільше його турбувала відсутність в Норвегії власного університету. Великих літературних успіхів сам Меєр не досяг, але в історію норвезької літератури вписав своє ім'я саме як засновник Норвезького товариства . Перше засідання Товариства відбулося 30 квітня 1772 року в кафе мадам Юель. На зустрічі допускалися лише чоловіки. Винятком була служниця Карен Бах (англ. Karen Bach). Зустрічі товариства проходили в галасливій творчій обстановці: декламувалися вірші, виконувалися пісні, велися суперечки. Орієнтиром творчості для членів Норвезького товариства був норвезько-данський письменник Людвіг Гольберг . Серед його членів були Йоган Герман Вессель, Юган Брун, Нільс Треш та інші. Товариство проіснувало аж до 1813 року, коли був заснований перший Норвезький університет. Однак через кілька років, в 1818, літературний клуб з однойменною назвою відкрився знову.
Однією з найбільш значущих постатей норвезької літератури доромантичного періоду вважається Йоган Вассель, який створив цілий ряд сатиричних поем і послань. Він був яскравим майстром популярного тоді жанру комічної оповіді у віршах. Такі оповіді найчастіше створювалися експромтом. Вессель видавав сатиричний журнал «Ваш слуга, нероби!» Журнал здобув неабияку популярність серед норвежців, які жили в Копенгагені.
На час функціонування норвезького товариства відноситься і творчість Ю. Н. Бруна (1745—1816), який став автором першої норвезької трагедії на історичну тему — «Ейнар Тамбешельвер» (норв. Einer Tambeskielver, 1772). Драма викликала значний відгук у норвезькому суспільстві й сприяла підняттю національного духу. Серед його інших досягнень в літературі вважається написання тексту до однієї з найпопулярніших національних пісень норвежців, "Для Норвегії, країни воїнів …" (норв. «For Norge, Kiempers Fødeland»), яку також називали "Норвезька Марсельєза". Нурдаль Ґріґ, інший норвезький письменник, є нащадком Юхана Бруна.
Християн Туллін (1728—1765) представляв романтичні традиції в норвезькій поезії XVIII століття. Збірка його творів у трьох томах «Samtlige Skrifter» вийшла в 1773 році . Він володів незвичайним даром імпровізації, а вірші його відрізнялися надзвичайною музичністю. Найзначнішим твором Тулліна вважається поема «Травневий день» (1758), написана в традиціях класицизму . У 1760 році вийшла його книга «Виникнення мореплавства і його наслідки», в якій Туллін розмірковував на тему розвитку цивілізації як наслідку мореплавства, його вплив на суспільство: поява розкоші, жадібності та як результат — дегенерація особистості. Схожим за стилем був його твір 1763 року «Неперевершеність творіння з погляду порядку і взаємозв'язку творчих сил всесвіту», в якій поет розмірковував про сенс і красу всесвіту. Тут ним була піднята тема Бога-творця, він шукав відповідь на одвічне питання: яке місце людини у всесвіті . Ця тема була підхоплена пізніше Генриком Вергеланном у книзі «Творіння, Людина, Месія». Туллін жив і помер в Копенгагені й, незважаючи на значний внесок у норвезьку поезію, він також вважався видатним данським поетом .

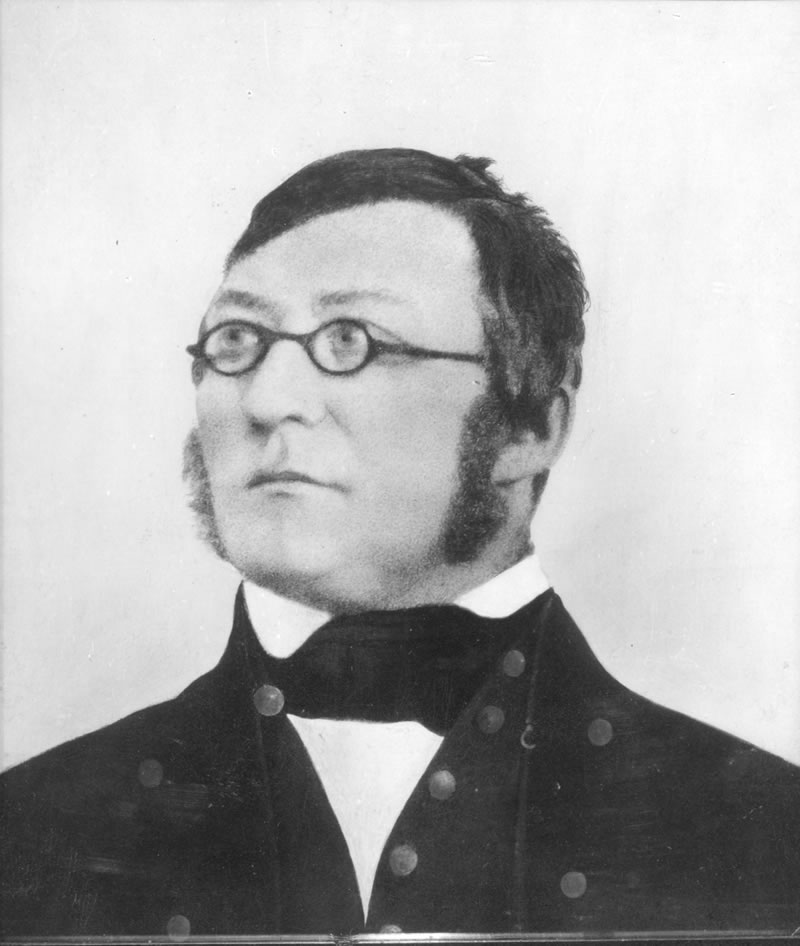
Генрік Арнольд Верґеланн, бл. 1840

Відродженню національної літератури дали поштовх дві події. По-перше, заснування в 1811 році Університету Христианії пізніше перейменованого в Університет Осло. По-друге після багаторічної Унії з Данією (1380—1814), в 1814 році Норвегія підписала свою першу конституцію в Ейдсволлі. Варто нагадати, що за час унії, письмова норвезька мова була замінена данською. Спільність культур зберігалася ще протягом ряду років, зокрема й під час унії Норвегії з Швецією (1814—1905). До початку XX століття велика частина літературних творів норвезьких письменників була написана мовою, що практично не відрізняються від данського .
Традиційно Генрік Вергеланн вважається батьком норвезької літератури. Сповідуючи націоналістичні погляди, Вергеланн очолював радикальну національну партію, що боролася за культурну незалежність Норвегії. Літературна діяльність Верґеланна викликала неприйняття в іншого великого майстра — Югана Себастьяна Вельгавна, найвизначнішого літературного критика першої половини XIX століття. Боротьба між ним і Верґеланном визначала певною мірою подальший розвиток норвезької літератури. Саме їхній полеміці присвячений перший в історії норвезької літератури літературно критичний твір «Поетичне мистецтво Генріка Верґеланна і полеміка, висвітлена в документах» (норв. Henrik Wergelands Digtekunst og Polemik ved Aktstykker oplyste), опублікований в 1832 році Юганом Вельгавном . Вергеланн, в свою чергу, мав певний вплив на творчість Бйорнсона та Ібсена. Серед найпомітніших творів письменника поема «Творіння, Людина, Месія», написана в дусі романтизму.
Натхнені змінами і патріотичними ідеями, в Норвегію починають повертатися поети і письменники, які жили в Копенгагені. Серед них філософ і поет- сентименталіст Нільс Треш (1751—1793), який створив нове філософське вчення про розвиток особистості та був послідовником Канта , письменник Енвольд Фальсен (норв. Envold de Falsen; 1755—1808), які писали патріотичні п'єси, есе і вірші.

## Сучасна норвезька література

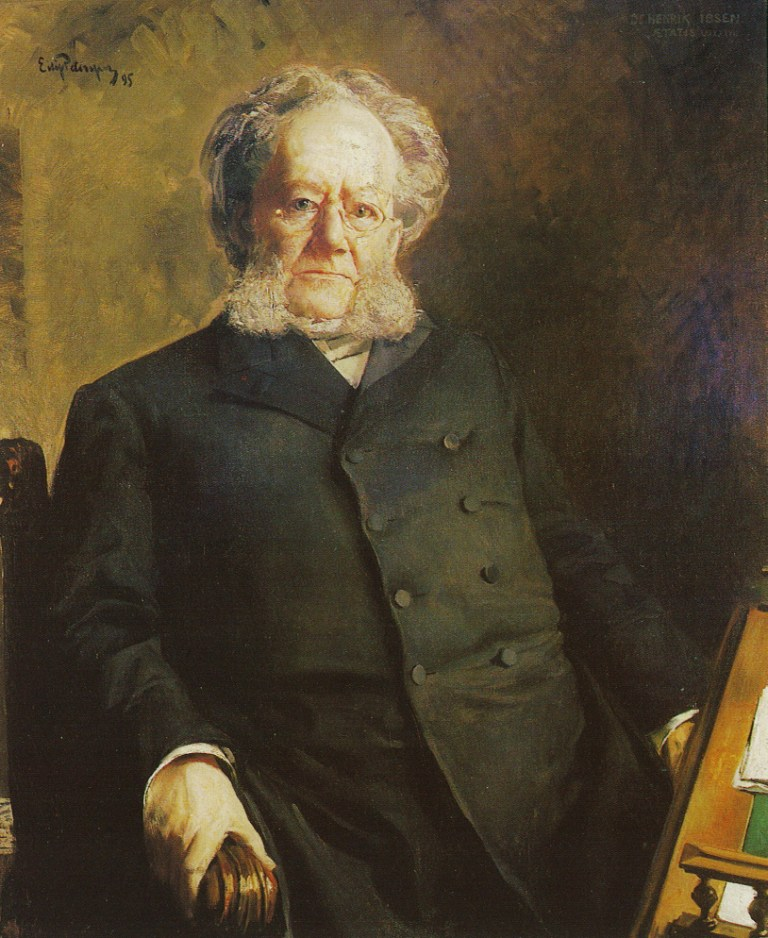
Генрік Ібсен, бл. 1895

XIX століття стало епохою відродження норвезької літератури. Оговтавшись від багатовікового застою, література Норвегії починає займати помітне місце серед національних літератур Європи. Творам цього часу властиві як самобутність, так і традиції західноєвропейської культури. До кінця XIX століття в суспільстві назріває економічна і політична криза, посилюється боротьба за національну незалежність, яка закінчилася в 1905 році розривом унії зі Швецією. В 1850 році в Бергені відкривається Національний театр. Література цього періоду представлена творчістю одного з найвідоміших норвезьких письменників Генріка Ібсена. Говорячи про Ібсена, норвежці традиційно використовують такі визначення, як «найбільший», «класик» і «найкращий норвезький драматург всіх часів» . В Осло, та інших містах Норвегії, встановлено безліч пам'ятників Ібсена і статуй, присвячених героям його творів, наприклад, «Гедда Габлер», «Ляльковий дім» і «Дика качка». Ці його п'єси, а також програмний твір «Пер Гюнт», досі йдуть на сценах багатьох світових театрів. Драматургія Ібсена присвячена переважно «темній стороні людської сутності» , психологічні, складні й насичені соціальною проблематикою. Генрік Ібсен є яскравим представником натуралізму в норвезькій літературі. Героям Ібсена властиві всі людські пристрасті, а автор піддає вчинки й стосунки головних героїв детальному аналізу. Новаторство Ібсена в драматургії виражається саме в композиційній побудові п'єс. Таку побудову часто називають аналітичною. Вистави за п'єсами Ібсена вимагали від глядача великої уваги. Він заклав основи нової драматургії (так звана — «нова драма») театру XX століття та загалом сучасної світової драматургії. Вплив Ібсена поширювався не тільки на норвезьку літературу, а й на всю західноєвропейську й українську зокрема (пор. драми Лесі Українки).

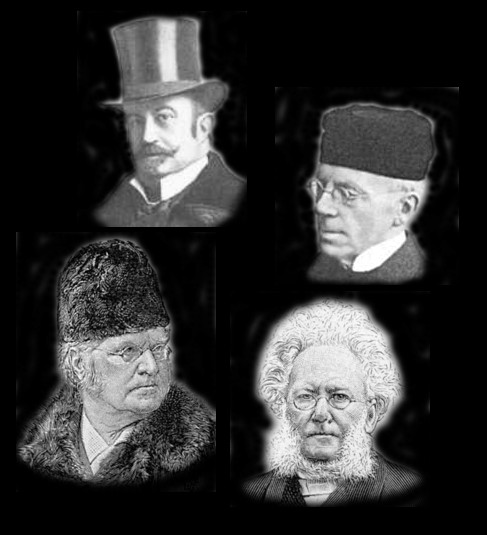
«Велика Четвірка» норвезької літератури (зліва за годинниковою стрілкою) : Юнас Льє, Александр Хьєланн, Генрік Ібсен, Б'єрнстьєрне Б'єрнсон

На думку Бернарда Шоу, Ібсен — «великий критик ідеалізму». У колишній квартирі Ібсена, де він жив останні 11 років свого життя й де ним була написана п'єса «Коли ми, мертві, прокидаємося» (1899), засновано музей Ібсена.
Джерелами поетичні традиції норвезької літератури є епоси й скальдичні пісні. Сучасна норвезька поезія відкривається творчістю Б'єрнстьєрне Б'єрнсона, написав поему «Так, ми любимо цю землю» (норв. Ja vi elsker dette landet). Поема стала національним норвезьким гімном, вперше виконаним 17 травня 1864 року на святкуванні Норвезького Дня Конституції.
Традиційно, Генріка Ібсена, Б'єрнстьєрне Б'єрнсона, Александра Хьєланна та Юнаса Льє називають «Великою Четвіркою» (норв. De fire store). Термін був придуманий їхнім видавцем, Gyldendalske Boghandel, з рекламною метою. Проте термін прижився і міцно увійшов в ужиток літературознавців і критиків.

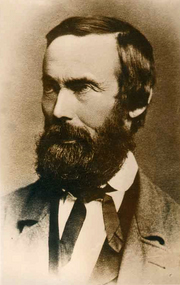
Осмунд Улофсен Віньє

Осмунд Улофсен Віньє (норв. Aasmund Olavsson Vinje, 1818—1870) був яскравим представником норвезького романтичного націоналізму, літературної (і не тільки) течії, що виникла в Норвегії в 1840—1867 роках. Представники цієї течії прославляли норвезьку природу, унікальність і національну самобутність норвезького народу. Деякі ліричні твори Віньє були покладені на музику Едварда Грига і досі зберігають популярність, як, наприклад, романс «В Рондане» (норв. Ved Rundarne).
Пер Сівле (норв. Per Sivle, 1857—1904) зробив значний внесок у сучасну норвезьку літературу. Він був письменником і видавцем, але найбільшу славу йому принесла поезія. Сівле оселився в Осло (тоді Хрістіанія) в 1875 році, де збирався продовжити навчання і стати священиком. Цим планам не судилося здійснитися через слабке здоров'я, а з часом Сівле цілком присвятив себе літературі. На початку кар'єри він використовував псевдонім Симон де Віта (норв. Simon de Vita). Його дебют відбувся в 1878 році книгою En digters drøm. 1894 року, за десять років до здобуття Норвегією незалежності, вийшла в світ знаменита поема Пера Сівле «Країна нашої мрії» (норв. Vi vil oss et land). Назва поеми стала своєрідним гаслом руху норвезьких націоналістів. Вірші були покладені на музику Крістіана Сіндінга і стали популярною піснею.

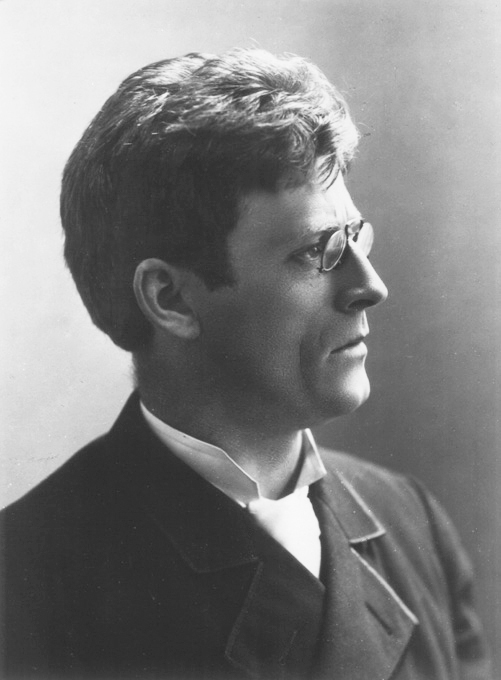
Кнут Гамсун, 1890 р.

Ця поема була успішно використана активістами норвезького опору в роки Другої світової війни. Текст був роздрукований на листівках і німецькі офіцери віддали наказ заарештувати автора віршів, не знаючи, що автор вже помер. Крім патріотичних віршів, Сівле писав тонку психологічна лірику. Останні роки життя поета були обтяжені цькуванням, що розгорнулася у пресі в зв'язку з урядовою стипендією, яку присудили Сівле. Перебуваючи в стані глибокої депресії і душевної кризи, Пер Сівле вчинив самогубство (застрелився) 6 вересня 1904 року .

### Норвезький модернізм

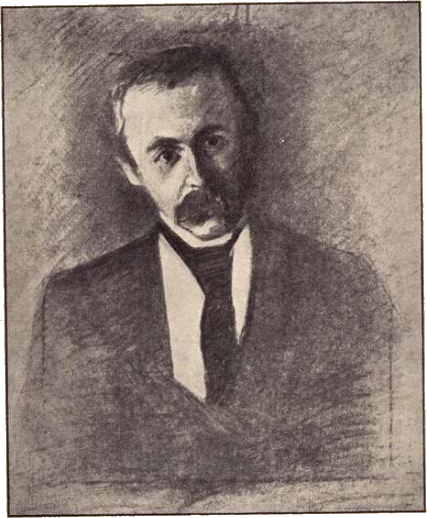
Сігбьєрн Обстфельдер

Неможливо говорити про норвезьку літературу без згадки про творчість найвідомішого її представника — Кнута Гамсуна. Свою літературну кар'єру Гамсун почав з поезії, щоправда, як поет особливого успіху не мав. Проте в 1890 році вийшла його знаменита повість «Голод» (норв. Suit), яка зразу принесла письменникові популярність не тільки в Норвегії, але і за її межами. «Голод» не мав чіткої сюжетної лінії, був психологічним твором, в якому описувалося жебрацьке і жалюгідне життя молодого провінціала, який вважав себе генієм і не бажав відмовитися від амбіцій. Героя Гамсуна порівнювали з героями Достоєвського . Кнут Гамсун вважається найбільшим представником модернізму в норвезькій літературі . У його творах з'явилися такі літературні прийоми, як потік свідомості та внутрішній монолог, які пізніше набудуть великого поширення в прозі Джойса, Пруста та Вірджинії Вульф. Вінцем творчості Гамсуна став роман «Плоди землі» (1917), який приніс Гамсуну Нобелівську премію в 1920 році.
Поетичні традиції норвезького модернізму і символізму представлені лірикою Сігбьєрна Обстфельдера. Обстфельдер був визнаним новатором, майстром неримованого вірша (поезія в прозі). Його лірика відрізнялася несподіваними поворотами сюжету, була дотепною і була наділена прихованим змістом. Герої Обстфельдера шукали сенс життя у внутрішній красі речей і явищ. За життя Обстфеллера було опубліковано всього кілька оповідань і віршів — збірка «Вірші» вийшла в 1893 році, а п'єса «Червоні краплини» була опублікована в 1897 році. В 1900 році вже після смерті поета вийшли уривки з «Щоденника пастора» .
Свого найбільшого розквіту норвезький модернізм досяг у 60-ті роки XX століття. З'являється плеяда молодих, освічених авторів, які на базі студентського журналу «Профіль» (норв. Profil) Університету Осло утворюють Групу Профіль. Вони експериментують з різними літературними формами. Особливо популярними стали документальні та соціально-реалістичні романи. Даг Сульстад (норв. Dag Solstad),Тур Обрестад (норв. Tor Obrestad) і Еспен Ховардсхолм (норв. Espen Haavardsholm) .
Одним з найяскравіших представників модернізму в сучасній норвезькій літературі вважається Йон Фоссе. Літературознавець за освітою, Фоссе пише свої твори новонорвезькою мовою. Його прозі властива ритмічна структура, внутрішні монологи. Популярність йому приніс роман «Клубок ниток» (норв. Naustet, 1989), в основі сюжету якого лежить ніби банальна історія любовного трикутника. Проте роман примітний формою оповіді: у ньому авторське «Я» і «Я» головного героя іноді не збігаються. «Клубок ниток» — перший метароман(твір з двоплановою художньої структурою) Фоссе.
У 2010 році Йону Фоссе була присуджена престижна літературна нагорода — Міжнародна Премія Ібсена. П'єси і драми Йона Фоссе успішно ставляться і йдуть у багатьох європейських театрах. Фоссе вважається сучасним класиком норвезької літератури, візитною карткою країни .

### Проза XX і XXI століття
Норвезька проза XX століття нерозривно пов'язана, в першу чергу, з ім'ям письменника Юхана Борген, який почав свою творчу кар'єру з журналістики. Його літературний дебют відбувся в 1925 році збіркою повістей «У темряву», яка була написана під враженням від творчості Кнута Гамсуна. У повістях збірки йшлося про самотність, розчарування, помилках і самоаналіз. Вся рання проза Борген перейнята ідеєю морального вибору, який повинна зробити людина. Великий вплив на творчість письменника мали трагічні для Норвегії події 1940 року. Після вторгнення німецьких військ на територію Норвегії, Юхан Борген став активним учасником руху Опору. У роки війни Борген займався публіцистикою і співпрацював з газетою «Дагбладет», а після закриття газети Борген потрапив в концтабір Гріні. Події того часу лягли в основу роману «Дні в Гріні» (1945). Борген був звільнений з концтабору і незабаром переїхав до Швеції, де написав кілька творів, які увійшли до збірки «По той бік норвезької кордону» (опублікований в Стокгольмі, 1943).
Військова тематика знайшла своє продовження в наступних романах Борген: «Літа немає і не буде» (1944), в якому письменник описав роки окупації столиці Норвегії, життя в якій була практично паралізована і наповнена драматизмом, а роман 1946 року «Стежка любові» був присвячений психологічному і соціальному аналізу виникнення фашизму в Норвегії зокрема.

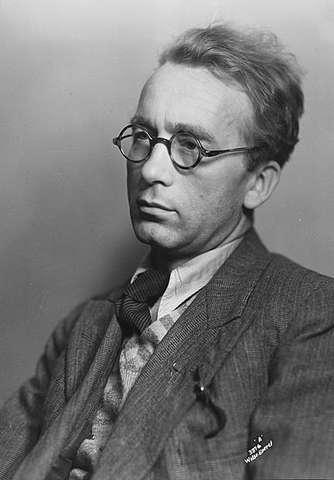
Аксель Сандемусе в 1934 році.

Військова тематика, однак, не була програмною для Борга. На думку критиків, письменники- модерністи Норвегії вважали Борген своїм однодумцем і навіть духовним наставником. Сам же Борген про себе і свою творчість відгукувався так: «З роками хочеться бути письменником не для групи обраних, а щоб багато читали і розуміли тебе». Найвідомішою книгою Юхана Борген стала Трилогія про Маленького Лорда Вілфреда Сагена: «Маленький лорд», «Темні джерела», «Тепер йому не піти».
У прозі іншого активіста норвезького опору, письменника і журналіста Ларса Берга (1901—1969), відчувається вплив ідей Фрейдівського психоаналізу. Так, в його повісті «Men det var det ingen som visste» 1934 року та в повісті «Du er den første kvinne» 1935 року Берг відверто розмірковує на теми сексуальності. Ці твори викликали неоднозначну реакцію в норвезькому суспільстві і стали предметом дискусій наприкінці 1930-х років. Після війни він опублікував п'єсу «Марія» (норв. Maria), в якій розповідається про реабілітаційний центр для дівчат, що опинилися у важкій життєвій ситуації. П'єса здобула велику популярність, була поставлена на сцені декількох театрів, а також адаптована для радіопостановки. За свою літературну діяльність Ларс Берг був нагороджений премією Mads Wiel Nygaard's Endowment в 1968 році.
Норвезька література першої половини XX століття представлена рядом визначних письменників. Один з них — Аксель Сандемусе, на творчість якого також значною мірою вплинули ідеї Фрейда. Зокрема, він визнавав вирішальну роль дитячих та юнацьких переживань у становленні особистості. Ідеї Сандемусе повною мірою знайшли своє відображення в його психологічній напівавтобіографічній повісті «Втікач перетинає свій слід» (норв. En flyktning krysser sitt spor, 1933). У цьому романі Сандемусе сформулював знаменитий звід законів Янте (норв. Jante), який став загальним і хрестоматійним навіть за межами Норвегії. Янте — безстороння характеристика неосвіченого і зарозумілого, своєрідного «стадного» інстинкту, притаманного, на думку письменника, мешканцям провінційних містечок. Рідне місто матері Сандемусе стало прототипом містечка, в якому відбувається дія роману.
Та сама соціально-психологічна спрямованість притаманна й іншому письменникові цього періоду — Сігурд Хелю. Його твори лягли в основу декількох кінострічок, зокрема роман «Грішники на літньому сонці» (норв. Syndere i sommersol, 1927) був двічі екранізований.
Післявоєнна норвезька література представлена рядом авторів, на долю і творчість яких так чи інакше вплинула Друга світова війна. Було опубліковано безліч документальних спогадів і звітів про війну, написаних, в тому числі, звільненими з німецького полону, учасниками норвезького опору.
Однією з найвідоміших авторів цього періоду була Ліз Берсум (норв. Lise Børsum, 1908—1985). Берсум пройшла через концентраційний табір Гріні, була в'язнем Равенсбрюка за директивою Ніч і туман. Після звільнення Ліз написала декілька книг про роки в таборах: «Fange i Ravensbrück» (1946), «Speilbilder» (1947). У 1951 році вийшла її книга про радянські табори «Fjerndomstol Moskva».
Одд Нансен, який вважається одним із засновників організації ЮНІСЕФ, також зробив чималий внесок у розвиток післявоєнної норвезької літератури. У 1947 році вийшли його щоденники про катівні Гестапо й концтабор Заксенхаузен.
Що стосується художньої літератури цього часу, то вона також, в основному, присвячена війні. У 1945 році було опубліковано роман Сігурда Евенсму «Втікачі» (норв. "Englandsfarere ").

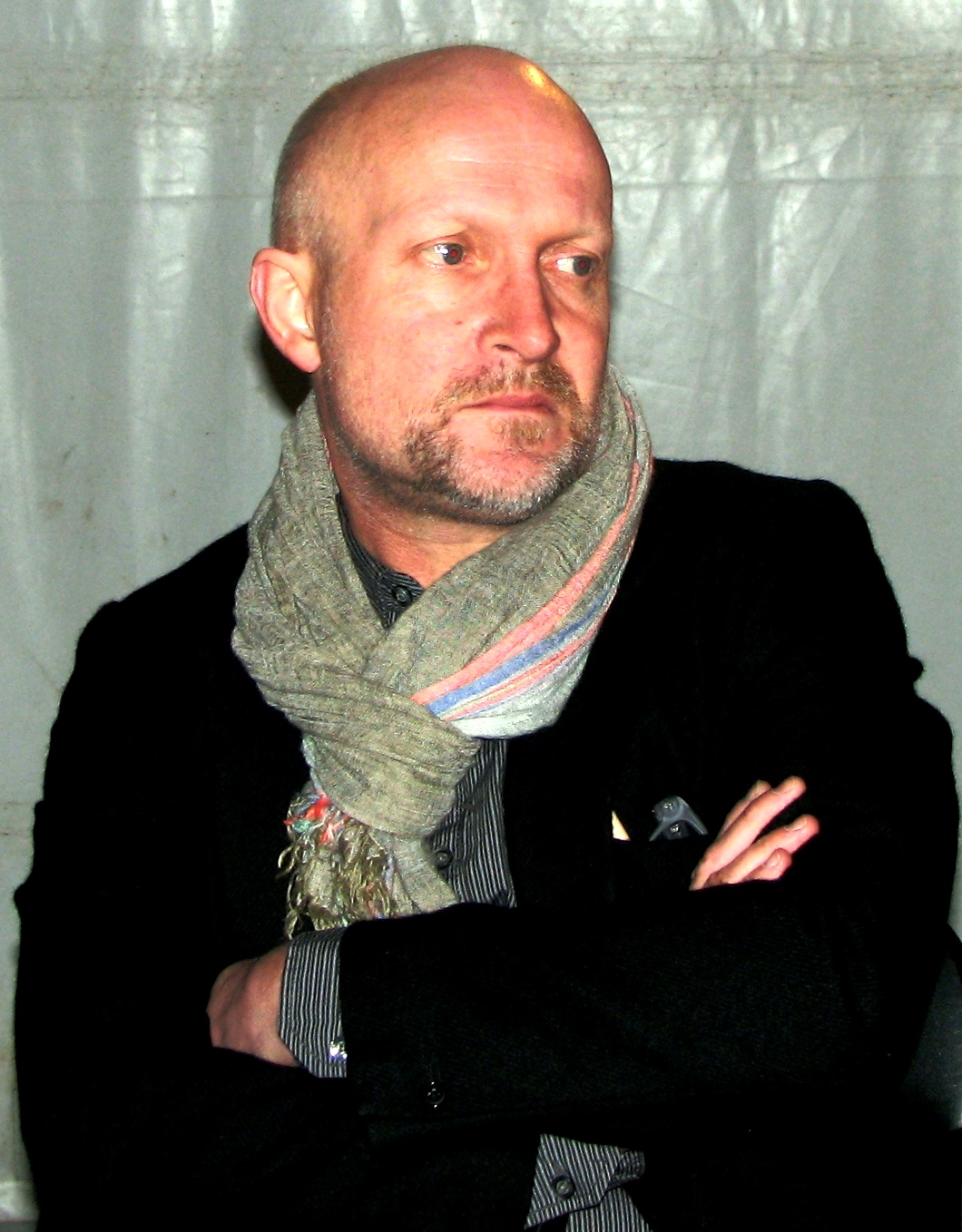
Ларс Собі Крістенсен у 2010 р.

Для норвезької літератури п'ятдесятих років XX століття властиві твори, написані під впливом модерністської течії, а також гостро-соціальні романи в дусі психологічного реалізму. Найяскравішим представником нового покоління в літературі, безперечно, є Агнер Мюкле (норв. Agnar Mykle, 1915—1994). У 1956 році вийшла його книга «Пісня про червоний рубін» (норв. Sangen om den røde rubin), яка стала приводом до судових розглядів. Мюкле і його видавця звинуватили в публікації аморальних і непристойних матеріалів, а судовий процес розтягся на кілька років. Мюкле став самітником, і в період з 1957 до 1993 року не було опубліковано жодної його фотографії, а перше інтерв'ю вийшло лише в 1993 році незадовго до його смерті. В 1953 році виходить збірка коротких оповідань «Heretter følger jeg deg helt hjem» молодого письменника К'єлля Аскільдсена. Ця збірка також, як і книга Мюкле, мала непросту долю: була оголошена аморальною і вилучена з бібліотек невдовзі після публікації Аскільдсена називають найбільшим в Скандинавії майстром короткого оповідання.
У 1965 році в Норвегії законодавчо було закріплене правило, за яким держава, в особі Норвезької ради у справах культури (норв. Norsk kulturråd) закуповує 1000 примірників будь-якого опублікованого літературного твору, за умови, що той твір відповідає кільком необхідним критеріям. Закуплені книги розповсюджувалися серед норвезьких бібліотек. Цей законожавчий акт, а також створення в 1976 році Норвезького книжкового клубу «Нова книга» (англ. Bokklubben Nye Bøker), дали новий поштовх розвитку норвезької літератури.
На початку 1970-х років нову силу набрала Норвезька спілка письменників (англ. Den norske Forfatterforening) Спілка розгорнула бурхливу політичну діяльність, вела боротьбу за права письменників. По всій країні письменники стали об'єднуватися у регіональні письменницькі спілки. Стали з'являтися літературні журнали, в яких публікувалися не тільки професійні письменники, а й аматори. Одним з таких видань був журнал «Профіль», серед завдань якого було не дати норвезької літератури відстати від європейської. Починаючи з 1965 року в журналі друкувалися твори молодих авторів, багато з яких пізніше прославили норвезьку літературу. Деякий час «Профіль» став журналом письменників-модерністів. Серед авторів журналу в різні роки були Ян Ерік Вольд, Даг Сульстад, Ельдрід Лунден, Ейнар Екланн, Хоген, Пол-Хельге та інші.
Серед сучасних норвезьких письменників окреме місце займає Ларс Собі Крістенсен, автор роману «Напівбрат», сімейної саги, яка принесла автору премію Північної Ради. Крістенсен є визнаним класиком сучасної норвезької літератури, його твори перекладено 30 мовами, що є абсолютним рекордом для норвезької літератури. Літературні критики і книжкові оглядачі не скупляться на похвальні оцінки його творчості, зокрема називають його «найбільшим», а його книгу «геніальною».
Великий внесок у норвезьку літературу вносить Ян К'єрстад (норв. Jan Kjærstad, р. 1953р.), який на думку критиків фактично відродив і переосмислив роман, як жанр скандинавської літератури. У 2001 році він отримав премію Північної Ради за роман «Відкривач» («Oppdageren»), останню частину трилогії про персонажа Йонаса Верґеланда (норв. Jonas Wergeland).
Зачинателями науково-фантастичної літератури в Норвегії були Тур Оґе Брінґсвярд та Йонс Бінг, які разом писали фантастичні оповідання та фантастичні радіоп'єси. Тур Оґе Брінґсвярд також відомий як автор історичних романів (пенталогія «Гобі») та переказів і переспівів міфів («Одноокий» — його перспів «Едди»)
2006 року був опублікований сатиричний роман Томаса Каппель Маллінга «Техніки ніндзя II» (норв. Ninjateknikk II. Usynlighet i strid 1978). Книга частково заснована на реальних подіях: у центрі оповідання — історія норвезького політика і дипломата Арне Трегольт (Arne Treholt), який був звинувачений у шпигунстві на користь Радянського Союзу і засуджений на 20 років в'язниці. У книзі Трегольт організовує в лісах Норвегії табір, де тренується загін ніндзя, який протистоїть збройним силам НАТО і Радянського Союзу часів Холодної війни.
Сімейна сага як літературний жанр вельми популярна в норвезькій літературі. Лінн Ульман, дочка норвезької актриси Лів Ульман і знаменитого шведського режисера Інгмара Бергмана, стала автором популярного роману «Благословенне дитя», сімейної історії з елементами автобіографії та спогадів. 2009 року книга була номінована на літературну премію британського видання The Independent.
У популярному жанрі детективної прози в Норвегії працюють кілька знаменитих авторів, серед яких Ю Несбі, Курт Юст, Карін Фоссум, Анне Хольт, Гюнар Столесен, Йорн Лієр Горст, Кріс Тведт та ін.

### Поезія XX і XXI століття

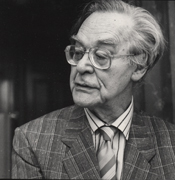
Рольф Якобсен

Традиції модернізму, закладені в поезії Норвегії Сігб'єрном Обстфельдером, були продовжені в XX столітті поетом Рольфом Якобсеном (норв. Rolf Jacobsen, 1907—1994). Основною тематикою його творів були природа і технологія. Норвежці називають Якобсена «Зеленим поетом». Найзнаменитішим його твором був вірш «Земля і Залізо» (норв. Jord og jern, 1933) .
Серед найвидатніших норвезьких поетів XX століття традиційно згадують Олафа Гауґе (норв. Olav H. Hauge, 1908—1994), поета-модерніста, який також став знаменитим завдяки перекладам на норвезьку мову європейських поетів: Альфреда Теннісона, Вільям Батлер Єйтс, Роберта Браунінга, Стефана Малларме та інших. Ще один норвезький лірик, Поль-Гельґе Гауґен (норв. Paal-Helge Haugen, нар. 1945), вважається представником післявоєнної поетичної школи. Його літературний внесок не обмежується поезією; Гауґеннаписав багато дитячих книг, романів і п'єс. Поетична діяльність Гауґена почалася з адаптації японської та китайської поезії. В 1965 році був опублікований переклад і адаптацію японських хайку (норв. Blad frå ein austleg hage). До 2010 року він видав 18 збірок власної поезії .
Цікавою є творчість Ельдрід Лунден (нар. 1940), сучасної норвезької поетеси-модерністки, лауреата багатьох літературних премій.
Окремо серед сучасних поетів Норвегії варто згадати такого поета, як Тур Ульвен (Tor Ulven, 1953—1995), один з найзначніших поетів-сюрреалістів Норвегії. На його творчість величезний вплив мав Андре Бретон. Ульвен відрізнявся замкненістю і за всю свою літературну кар'єру дав лише одне інтерв'ю. Його образ ліг в основу одного з двох героїв фільму «Реприза» (англ. Reprise) норвезького режисера Йоакіма Трієра (англ. Joachim Trier), лауреата багатьох кінофестивалів. З нез'ясованих причин, 18 травня 1995 Ульвен наклав на себе руки .
Гру Дале (англ. Gro Dahle, нар. 1962) — сучасна норвезька поетеса, лауреат Міжнародного фестивалю в Бергені. Творчості Дале властиві риси імажиністської та наївної поезії. У 2002 році Дале отримала премію Брагі.

### Дитяча література
Норвезька література традиційно славиться своїми творами для дітей. Перша дитяча хрестоматія була опублікована в 1798 році. В 1851 році вийшла перша книга казок для дітей — «У водоймі та в ставку», норвезького письменника й колекціонера казок Йорґена Му. Казки були адаптовані для дитячого віку і викладені зрозумілою простою мовою. В 1874 вийшла збірка норвезьких казок «Norske Folkeeventyr» іншого норвезького письменника і збирача фольклору, Петера Крістена Асбьєрнсена. Багато казок, що увійшли до збірки, були зібрані Асбьєрнсеном під час подорожі Норвегією, яку він здійснив разом з Йорґеном Му. Письменники випустили ще декілька збірок, залучаючи до роботи над книгами ілюстраторів. Найвідомішими серед них були Ерік Вереншелль та Теодор Кіттельсен. Збірки неодноразово перевидавалися, а самі казки було перекладено багатьма мовами світу .
Справжнім новатором дитячої літератури стала письменниця Діккен Цвільмеєр (Dikken Zwilgmeyer, 1853—1913), яка написала серію з 12 книг про Інгер Йоханну, дівчинку з маленького містечка. Ці розповіді стали класикою дитячої літератури, першими гумористичними історіями для дітей і про дітей.

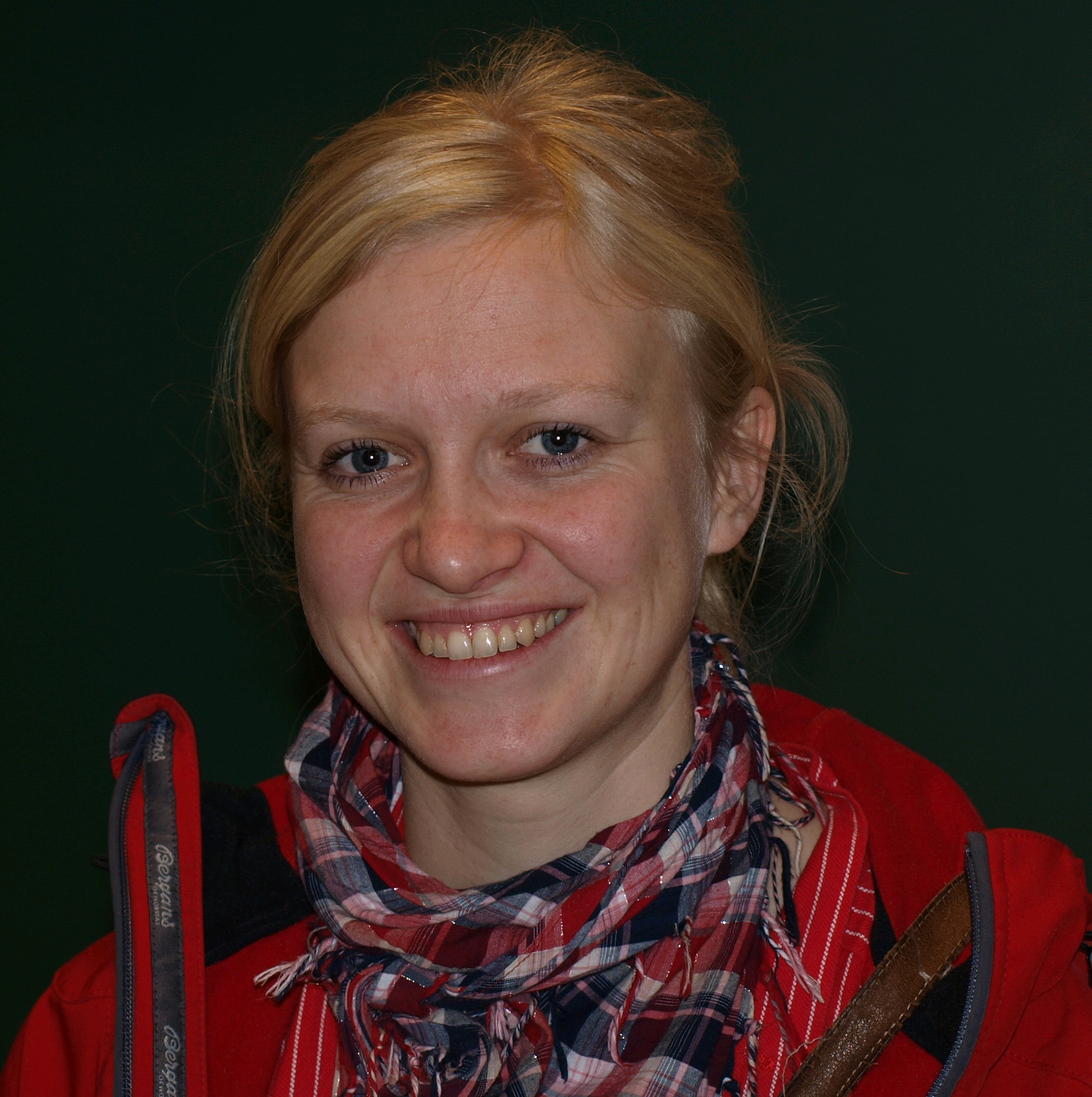
Марія Парр, 2009

У 1949 році вийшла сатирична казка «Чарівна крейда»  (норв. Trollkrittet) норвезької письменниці Синке Хопп, про маленького хлопчика Юне, який отримав у подарунок від чаклунки чарівну крейду, за допомогою якої намалював собі друга, Софуса. Це смішна й зворушлива історія про хлопчика і його намальованого друга, а також про бідну чаклунку, яка змушена щодня начаровувати собі їжу та гроші для сплати податків . Важливу роль в книзі відіграють ілюстрації автора.
У тому ж році вийшла інша дитяча книга, яка завоювала популярність як у Норвегії, так і за її межами. Турбйорн Еґнер опублікував повість «Каріус і Бактеріус» про двох маленьких чоловічків, які жили в дуплі хворого зуба хлопчика на ім'я Єнс. Кожна глава повісті закінчувалася смішним віршиком про гігієну рота.
Значною популярністю серед дітей користується цикл казок Альфа Прьойсена про пригоди Бабусі-чайної ложки (норв. Teskjekjerringa). Перша з них була опублікована в "Kooperatøren" у 1954 році. У 1955 році героїня потрапила на радіо, а рукопис казок про неї Прьойсен надіслав на конкурс до шведського видавництва "Rabén & Sjögren". Перемогу на цьому конкурсі здобути не вдалося, проте рукописом зацікавилася тодішній редактор дитячої літератури цього видавництва Астрід Ліндгрен. За її підтримки книга про Бабусю-чайну ложку в 1956 році з'явилася в Швеції, в Норвегії вона побачила світ на рік пізніше. Героїнею казок є звичайна бабуся, яка інколи дуже несподівано навіть для себе самої може перетворюватися на чайну ложечку. Тоді вона починає розуміти мову тварин, які допомагають їй у скрутних ситуаціях. Предмети також підкоряються старенькій.
Казки про Бабусю-чайну ложку перекладено різними мовами і неодноразово екранізовано. Досить відомим є, наприклад, 130-серійний японський аніме-телесеріал про неї «Supūn Obasan» (1983).  
Серед сучасних норвезьких дитячих письменників особливо виділяються лауреати багатьох літературних премій Гру Дале, Юстейн Гордер і Марія Парр. Книги письменниці та поетеси Гру Дале унікальні не тільки текстами, а й ілюстраціями, автором яких незмінно є чоловік письменниці Свейн Ніхус. Плодом спільної роботи стало понад 30 книг, багато з яких були удостоєні різних професійних премій, а повість «Сердита людина» (2003) була названа найкращою книгою для дітей .
«Світ Софії» Гордера — це історія дівчинки Софії, яка несподівано починає отримувати листи від якогось незнайомця, в яких він тонко і доступно пояснює складні речі та відповідає на найважчі питання, такі, як «Хто ми?», «Звідки ми?» та ін.
Марія Парр  — одна із зірок сучасної норвезької літератури. Її нерідко називають новою Астрід Ліндгрен . Дебют письменниці відбувся в 2005 році, коли був опублікований роман «Вафельне серце». У тому ж році книга отримала премію «За дитячу літературу новонорвезькою мовою», а в 2008 році премію «Срібний грифель».
«Вафельне серце» — це повість про двох друзів, про дівчинку Лену Лід і хлопчика Трелле. Вони потрапляють в безліч смішних і повчальних ситуацій, пізнають навколишній світ, вчаться дружити і розуміти один одного. Наступна книга Парр, «Тоня Гліммердал», також стала бестселлером і отримала в 2009 році літературну премію Браги .
Бйорн Сортланн — популярний норвезький автор для дітей та підлітків. Його твори перекладені більш ніж на двадцять мов світу. Найвідомішими є книги автора, що входять до серії "Арт детектив". Сортланн є лауреатом премії Emmausprisen, у категорії "Найкраща норвезька книга для дітей".

## Норвезька література в Україні
Сьогодні норвезькою літературою в Україні займаються всього декілька видавництв та перекладачів. Найбільший перекладацький доробок з норвезької має Наталя Іваничук. В її перекладі українською з'явилися такі видання, як К. Ербек «Випробувальний термін» (К.: Веселка, 1987), Ю. Ґордер «Світ Софії» (Л.: Літопис, 1997), «У дзеркалі, в загадці…» (Л.: Літопис,1998), «Віта бревіс» (Л.: Літопис, 1998), «Замок у Піренеях» (Л.: Літопис, 2009), Т. Весос «Вибрані твори» (Л.: Літопис, 2000), Кнут Гамсун «Вибрані твори» (Л.: Літопис, 2000), підручник «Історія Норвегії» (Л.: Літопис, 2001), Й. Ґальтунґ, А. Несс «Політична етика Ґанді» (Л.: Місіонер, 2001), В. Генріксен «Королівське дзеркало» (Л.: Літопис, 2002), «Вибрані норвезькі новели» (Л.: Літопис, 2003), Л. Ульманн «Поки ти заснеш» (Л.: Літопис, 2004), Анне-Кат Вестлі «Мама, тато, восьмеро дітей, бабуся та вантажівка», «Бабуся і восьмеро дітей у лісі» (обидві: К.: Махаон, 2007), «Марта і бабуся, бабуся і Мортен» та «Маленька подяка від Антона» (обидві: К: Махаон, 2008), Кріс Тведт у видавництві Нора-Друк «Коло смерті» (2012), '«Небезпека рецидиву» (2015), «Той, хто вбиває» (2017).
Ще з 80-х років перекладає з норвезької Ольга Сенюк. В її перекладі вийшли такі видання: Герт Нюквіст «Трава нічого не ховає»; Бйорнстьєрне Бйорнсон, «Норвезька сторона: Повісті»; Норвезькі народні казки; антологія Сучасна норвезька новела; Норвезькі прислів'я та приказки; п'єса Г.Ібсена "Росмерсгольм", вірші Р.Якобсена та О.М.Нессе, повісті Т. Хейєрдала та інших авторів.
Українська перекладачка Галина Кирпа, окрім численних творів шведської літератури, переклала також багатьох норвезьких авторів:
- Кнут Гамсун

•«Містерії» (2007)
•«На зарослих стежках» (2013)
- Турмуд Гауґен

•«Цепелін» (К. :Юніверс, 2006)
- Ева-Марія Люнд

•«Викрадач ангелів» (К. : Юніверс, 2007)
- Дале Гру

•«Хтозна-що, або Свято першого зуба» (К. : Махаон-Україна, 2007)
- Оса Ґан Шведер

•«Сни шовкопряда» (К. : Грані-Т, 2009)
- Ганна Гаґеруп, Клаус Гаґеруп

•«У страху великі очі» (Тернопіль : Навчальна книга – Богдан, 2009);
- Пер Петтерсон

•«Верхи на крадених конях» (Тернопіль : Навчальна книга – Богдан», 2011);
- Клаус Гаґеруп

•«Маркус і дівчата»
•«Маркус і Діана» (Вінниця : Теза, 2006)
•«Золота вежа» (К. : Грані-Т, 2011)
У 2004 році у видавництві Літопис в перекладі Ірини Сабор вийшла друком книжка Ерланда Лює «Наївний. Супер». Вона перекладала також твори Йона Фоссе.
З 1998 року при Львівському університеті діє «Скандинавський центр» (голова Наталя Іваничук), який займається популяризацією зокрема і норвезької літератури в Україні.
У 2010 році в Осло проходили українсько-норвезькі літературні дні. У Дайхманській бібліотеці Осло була започаткована українська колекція. Ряд українських та норвезьких видавництв налагодили прямі контакти.
У 2017 році видавництво Nebo Booklab Publishing починає випускати серію дитячих артдетективів норвезького автора Бйорна Сортланна, у перекладі В. Рудич. На даний момент українською вийшли чотири книги серії: "Таємниця Венеції", "Таємниця Лондона", "Таємниця Луксора" і "Таємниця Нью-Йорка".
У свою чергу норвезькі письменники регулярно беруть участь у щорічному львівському Форумі видавців України, в Україні проводяться вечори норвезької літератури за сприяння посольства цієї країни та фонду «NORLA — Норвезька література закордоном».
При видавництві «Кальварія» заплановано організувати «Перекладацькі студії: Україна-Норвегія & Норвегія-Україна».

## Літературні премії Норвегії
- Літературна премія Асоціації норвезьких критиків — одна з найпрестижніших у країні. Вручається щорічно Асоціацією норвезьких критиків з 1950 року.[52]
- Норвезька Академія Літератури і Свободи слова імені Бьерстьерне Бйорнсона щорічно вручає премію за досягнення в літературі і боротьбі за свободу слова. Призовий фонд становить 100 000 норвезьких крон.
- Премія Ібсена — щорічна премія, вручається норвезьким драматургам з 1986 року. У 2007 році окрім до неї була заснована Міжнародна премія Ібсена.
- Премія Брагі — вручається з 1992 року щорічно за недавно опубліковані твори норвезької літератури.[53]
- Премія Тар'єя Весоса за найкращий дебют — заснована в 1964 році письменником Тар'є Весосом на кошти, отримані ним з літературної премією Північного ради.
- Премія Халдіс Мурен Весоса — щорічна премія, що вручається з 1995 року норвезьким поетам за найкращі зразки ліричної поезії.
- Премія Гільдендаль (англ. Gyldendal's Endowment) — щорічна літературна премія, яка вручалася в період з 1934 по 1995 рік норвезьким видавництвом  Gyldendal Norsk Forlag[en].
- Премія NBU-prisen — норвезька літературна премія, що вручається щорічно з 1988 року за досягнення в галузі дитячої літератури.
- Премія UPrisen — спільний проект Асоціації «! Les» і Норвезького літературного фестивалю Norsk Litteraturfestival-Sigrid Undset-dagene в Ліллехаммері, що стартував в 2007 році. Найкращу книгу року для дітей та юнацтва визначають самі читачі — норвезькі дев'ятикласники, що входять до складу журі.[54]
- Літературна премія Серланн — вручається щорічно, починаючи з 2000 року, письменникам з Серланна. Переможець визначається в результаті відкритого публічного голосування. Розмір премії становить 15 000 норвезьких крон.[55]
- Премія видавництва «Аскехоуг» — заснована в 1972 року на честь столітнього ювілею видавництва. Розмір премії становить 100 000 норвезьких крон.[56]
- Премії "За літературу новонорвезькою мовою" та «За дитячу літературу новонорвезькою» — вручаються товариством підтримки і розвитку новонорвежскої мови «Норегс Моллаг» (нюн. Noregs Mållag).[57]

## Лауреати Нобелівської премії з літератури
- 1903 — Бйорнстьєрне Бйорнсон
- 1920 — Кнут Гамсун
- 1928 — Сігрід Унсет
- 2023 — Юн Фоссе